# Kéwa
Kéwa is een gemeente (commune) in de regio Mopti in Mali. De gemeente telt 22.000 inwoners (2009).